# Acropoma profundum
Acropoma profundum is een  straalvinnige vissensoort uit de familie van acropomaden (Acropomatidae). De wetenschappelijke naam van de soort werd voor het eerst geldig gepubliceerd in 2014 door Okamoto.